# Parktoren en Rijntoren
De Parktoren en de Rijntoren zijn twee kantoorpanden in Arnhem. Ze zijn opgeleverd in 2005 en zijn onderdeel van het vernieuwde station Arnhem Centraal. De namen Parktoren en Rijntoren zijn afgeleid van de kleur van de gebouwen: de Parktoren is groen (net zoals het Arnhemse Sonsbeekpark) en de Rijntoren is blauw (net zoals de door Arnhem stromende Nederrijn).

## Gebruik
In de Rijntoren zit onder andere het WTC van Arnhem-Nijmegen. Ook is het mogelijk om hier te trouwen.
Tot september 2015 huurde ingenieursbedrijf Arcadis de bovenste twee verdiepingen van de Rijntoren en stond het logo ervan op de gevels van deze toren. Door het vertrek van Arcadis werd bekend dat de Rijntoren al langer grotendeels leeg stond. Sinds 2017 huurt softwareontwikkelaar Avisi de bovenste verdiepingen van de Rijntoren. De naastgelegen Parktoren heeft overigens minder problemen met het vinden van huurders, tot 2011 huisde energiemaatschappij Essent zijn hoofdkantoor in het gebouw.

## Trivia
- Op 3 oktober 2012 seilde wethouder Gerrie Elfrink ab vanaf de Rijntoren. Door deze verrichting werd het kantorenplein bij het station officieel in gebruik genomen.[7]

## Galerij

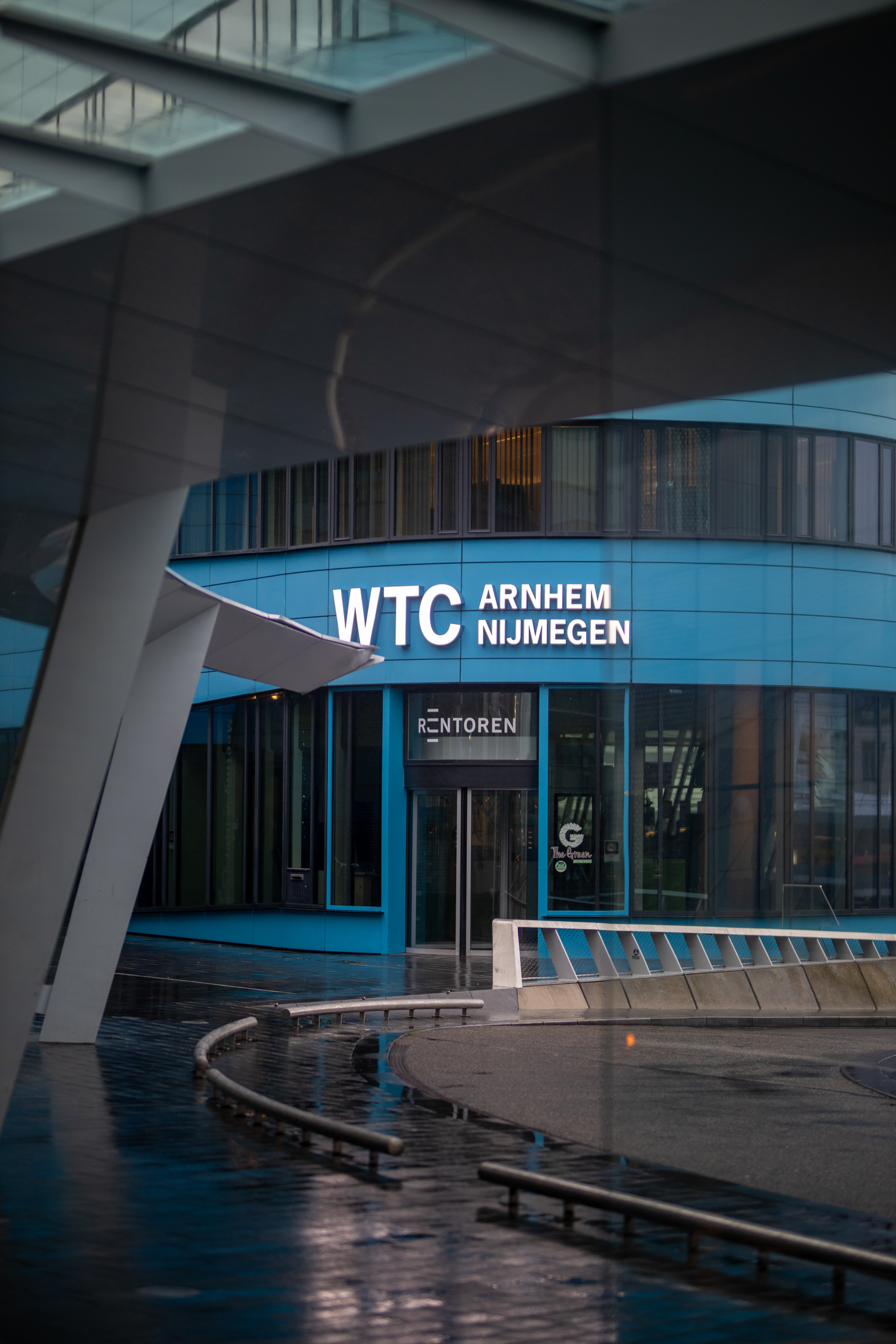
Ingang Rijntoren aan de Nieuwe Stationsstraat
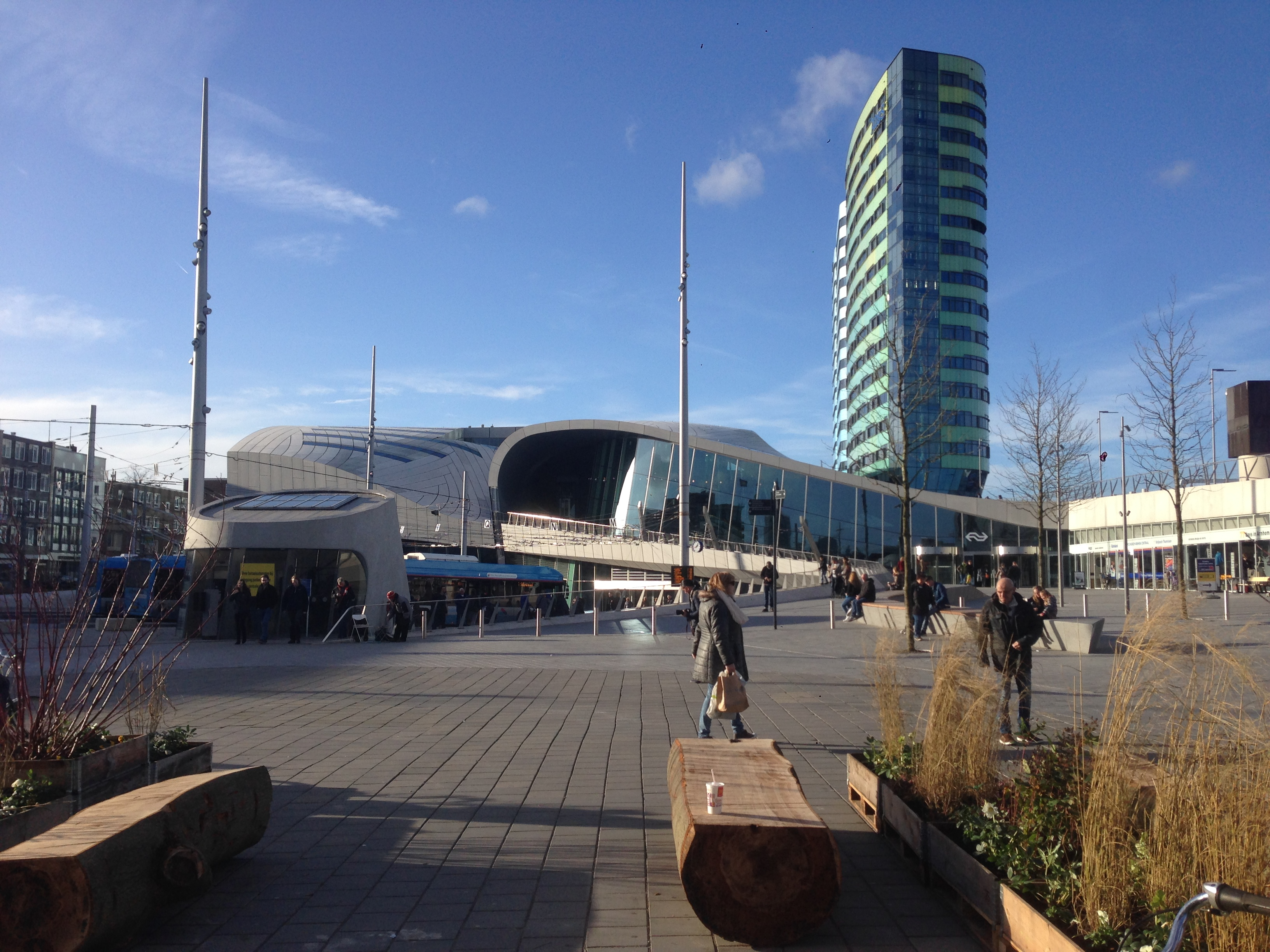
Station Arnhem Centraal met de twee torens op de achtergrond